# Гетто в Кожан-Городке
Гетто в Кожа́н-Городке́ (лето 1941 — 3 сентября 1942) — еврейское гетто, место принудительного переселения евреев деревни Кожан-Городок Лунинецкого района Брестской области и близлежащих населённых пунктов в процессе преследования и уничтожения евреев во время оккупации территории Белоруссии войсками нацистской Германии в период Второй мировой войны.

## Оккупация Кожан-Городка и создание гетто
Деревня Кожан-Городок была занята войсками вермахта 10 июля 1941 года, и оккупация продолжалась 3 года — до 10 июля 1944 года.
Евреи Кожан-Городка, как и все жители Западной Белоруссии, которые до 17 сентября 1939 года были в составе Польши, не смогли эвакуироваться, потому что без специальных пропусков советские военные патрули, несмотря на близость немецких войск, закрывали им выезд на восток дальше Микашевичей.
Во время оккупации деревня административно относилась к Лахвенской гмине Лунинецкой районной управы Пинской округи рейхскомиссариата Украина.
Реализуя нацистскую программу уничтожения евреев, немцы создавали гетто почти во всех городах и населённых пунктах Беларуси, где проживало еврейское население. Так и в Кожан-Городке оккупанты организовали гетто.

## Условия в гетто
Территория гетто была ограничена улицами Пески и Бирюковка и включала в себя не менее десяти домов.
Гетто было огорожено несколькими рядами колючей проволоки и охранялось немецкими солдатами и полицаями.
Евреев использовали на самых тяжелых принудительных работах, заставляя ремонтировать мосты и дороги, вручную валить и перетаскивать толстые деревья, вручную распиливать бревна на доски. Евреев, в том числе женщин и детей, запрягали в телеги и использовали вместо лошадей.

## Уничтожение гетто
Уже до намеченной даты уничтожения евреев перестали выпускать из гетто и не давали им никакой еды.
3 сентября 1942 года узников вывели на окраину деревни к еврейскому кладбищу. Обреченных людей подводили небольшими группами к подготовленной могильной яме глубже человеческого роста, заставляли раздеться догола и расстреливали.
Затем одежду убитых прощупали в поисках зашитых ценностей, погрузили в телегу и отвезли в полицию. Нескольким местным крестьянам приказали закопать могилу, доверху заполненную плотно уложенными телами убитых и раненых, но ещё живых людей. Заживо погребенными оказалось множество евреев, потому что каратели спешили — в этот же день у них было запланировано уничтожение ещё и гетто в Лахве.
Всего в этот день в Кожан-Городке были убиты 937 евреев, среди которых были 325 женщин и 301 ребёнок.

## Случаи спасения

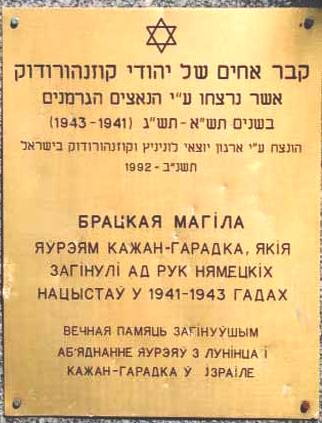
Надпись на памятнике

Убежать с места расстрела было практически невозможно — вокруг кроме редких молодых низкорослых деревьев ничего не было и укрыться было негде.
Но примерно 15 человек сумели спастись. Например, двое подростков убежали по дороге к месту расстрела и им помог скрыться местный житель Павел Коротыш-Ливончик. Спасшиеся евреи, среди которых были Улицкий, Мучник, братья Семён и Давид Луцкие, в большинстве впоследствии воевали в партизанах.

## Память
Комиссия ЧГК по Лунинецкому району обследовала братскую могилу с восточной стороны еврейского кладбища Кожан-Городка и выяснила, что там похоронены 937 евреев, в том числе 325 женщин и 301 ребёнок.
Имеются неполные списки жертв геноцида евреев в Кожан-Городке.
В 1971 году на братской могиле евреев в Кожан-Городке местными властями была установлена стела с надписью: «Здесь в 1942 году зверски расстреляно немецкими фашистами 937 советских граждан» — без упоминания о национальности погибших.
В 1993 году памятник реконструировали. Под шестиконечной звездой появилась надпись на иврите и белорусском языке: «Братская могила. Евреям Кожан-Городка, которые погибли от рук немецких нацистов в 1941—1943 годах. Вечная память погибшим. Объединение евреев из Лунинца и Кожан-Городка в Израиле». В нижней части стелы вмурована доска с надписью, снятая с первого памятника.